# چراغ‌های روشن، شهر بزرگ (فیلم)
چراغ‌های روشن، شهر بزرگ یا نورانی، شهر روشن (به انگلیسی: Bright Lights, Big City) فیلمی محصول سال ۱۹۸۷ و به کارگردانی جیمز بریجز است. در این فیلم بازیگرانی همچون مایکل جی. فاکس، کیفر ساترلند، فوبه کیتس، دایان ویست، سوزی کرتز، فرنسیس استرنهیگن، تریسی پولن، جان هاوسمن، چارلی اشلتر، دیوید واریلو، ویلیام هیکی، سام روباردس، کلی لینچ، ماریا پیتلو، دیوید هاید پیرس و جیسون روباردز ایفای نقش کرده‌اند.